# Pomnik gen. Władysława Sikorskiego w Krakowie
Pomnik gen. Władysława Sikorskiego w Krakowie – pomnik upamiętniający gen. Władysława Sikorskiego w formie popiersia na postumencie znajdujący się na osiedlu Szkolnym 37 przed siedzibą Zespołu Szkół Mechanicznych nr 3 w Dzielnicy XVIII Nowa Huta w Krakowie. Pomnik został odsłonięty w 1982 roku.
Popiersie wykonano z brązu, postument betonowy obłożono płytami granitowymi. Autorem jest rzeźbiarz, profesor  Akademii Sztuk Pięknych im. Jana Matejki w Krakowie Bogusz Salwiński.